# Faith, Hope & Trick
Faith, Hope & Tricks, conocido en España como (Fe, esperanzas y engaños), es el tercer episodio de la tercera temporada de Buffy the Vampire Slayer.

## Argumento
Unos nuevos vampiros, entre ellos Mr. Trick (K. Todd Freeman), llegan a Sunnydale. Esa noche, Buffy (Sarah Michelle Gellar) sueña que está bailando con Ángel (David Boreanaz) en el Bronze y el anillo de Caddagh se le cae del dedo. Ángel lo recoge y lo aprieta con fuerza, empezando a sangrar donde Buffy le clavó la espada meses atrás.
Al día siguiente, Buffy vuelve al Instituto pero el director Snyder (Armin Shimerman) le impone ciertas condiciones. Giles (Anthony Head), por su parte, necesita hacer un hechizo para asegurarse de que Acathla siga dormido, para lo cual necesita saber exactamente cómo murió Angelus, por lo tanto interroga a Buffy constantemente, pidiéndole detalles que la hacen evocar una y otra vez la muerte del vampiro.
En el Bronze, Buffy rechaza bailar con Scott Hope (Fab Filippo), un compañero de clase. Junto a sus amigos observa una interesante pareja bailando: el chico parece ser un vampiro. Les siguen y descubren que la chica es una Cazadora llamada Faith (Eliza Dushku), reclutada tras la muerte de Kendra. Su Vigilante está de año sabático y Buffy le lleva para que conozca a Giles.
Mr. Trick explica al otro vampiro, Kakistos (Jeremy Roberts), que pueden quedarse en Sunnydale, pero a éste solo le interesa Faith.
Cuando Buffy y Faith patrullan juntas encuentran a unos vampiros. Giles reconoce el nombre de Kakistos, el peor de los peores, tan viejo que sus manos se han deformado y lo más cercano que puede haber al poder que poseía El Maestro. Giles intenta localizar al Vigilante de Faith y Buffy se encuentra con Scott. Le entrega un obsequio que representa su amistad: un anillo Claddagh. Buffy se asusta y deja caer el anillo al suelo, lo que Scott malinterpreta. Giles observa la reacción de Buffy. También averigua que el Vigilante de Faith está muerto, así que Buffy habla con ella: Kakistos está en el pueblo y quiere huir de allí, por lo que mató a su Vigilante.
Los vampiros las encuentran y acaban acorraladas en un edificio. Ambas luchan con Kakistos y Mr. Trick. Destruyen a Kakistos con una enorme viga y el Consejo de Vigilantes autoriza a Giles a vigilar a ambas Cazadoras. Buffy acaba confesando a Giles y a Willow lo ocurrido con Acathla y con Angelus. Cuando se encuentra con Scott, deciden verse el fin de semana.
Esa noche, Buffy visita la Mansión y deja el anillo en el suelo, como último adiós a Ángel. Cuando se marcha, el suelo empieza a temblar y se enciende una luz. El cuerpo desnudo de un hombre cae al suelo: Ángel ha regresado del Infierno.

## Reparto

### Personajes principales
- Sarah Michelle Gellar como Buffy Summers.
- Nicholas Brendon como Xander Harris.
- Alyson Hannigan como Willow Rosenberg.
- Charisma Carpenter como Cordelia Chase.
- David Boreanaz como Angelus.
- Anthony Stewart Head como Rupert Giles.

### Apariciones especiales
- Kristine Sutherland como Joyce Summers.
- K. Todd Freeman como Mr. Trick
- Fab Filippo como Scott Hope.
- Jeremy Roberts como Kakistos.
- Eliza Dushku como Faith Lehane.
- Armin Shimerman como Director R. Snyder

### Personajes secundarios
- John Ennis como Mánager.

## Producción

### Guion
El episodio presenta al personaje de Faith Lehane, quien juega un papel importante durante el resto de la temporada, las siete temporadas, y en las series derivadas. El personaje secundario Mr. Trick y Scott Hope también son presentados.
La sorpresa final provoca un conflicto entre la Scooby Gang por el resto de la temporada.

### Título
El título hace referencia a un pasaje de Corintios 13:13. 

En una palabra, ahora existen tres cosas: la fe, la esperanza y el amor, pero la más grande de todas es el amor.
La Biblia

Basado en este pasaje, las tres virtudes teológicas están escritas como «fe, esperanza y caridad» o «fe, esperanza y amor».

### Música
- Brian Jonestown Massacre - «Going to Hell»
- Darling Violetta - «Blue Sun»
- Darling Violetta - «Cure»
- Christophe Beck - «Goodbye» (Capture)
- Third Eye Blind - «The Background»

## Continuidad
Aquí se presentan los hechos que o bien influyen en la tercera temporada exclusivamente, o bien que viniendo de episodios anteriores influyen en ésta. Y por último, acontecimientos que ocurren en este episodio que influyen en las temporadas posteriores.

### Para la tercera temporada
- Ángel vuelve del infierno, donde estuvo atrapado durante cien años.

### Para todas o las demás temporadas
- Una nueva cazadora está en Sunnydale, Faith Lehane. Aunque tiene la misma misión que Buffy, son diametralmente opuestas. Las diferencias entre ambas se irán intensificando con el correr de la temporada.
- Willow se introduce más en el mundo de la magia después de confirmar que pudo restaurar el alma de Ángel.
- Buffy empieza una relación con Scott. La misma es mencionada de nuevo en la séptima temporada.

### Para los cómics u otra de las series del buffyverso
- La resurrección de Ángel es ampliamente cuestionada, hasta saber que se trata de Powers that Be los que lo trajeron de vuelta, siendo en la serie Ángel donde tienen más importancia.